# Volta a Catalunya 2021
100. ročník cyklistického závodu Volta a Catalunya se konal mezi 22. a 28. březnem 2021 ve španělské provincii Katalánsko. Celkovým vítězem se stal Brit Adam Yates z týmu Ineos Grenadiers. Na druhém a třetím místě se umístili Yatesovi týmoví kolegové Richie Porte a Geraint Thomas. Obhájce vítězství Miguel Ángel López se závodu nezúčastnil.

## Týmy
Závodu se účastní celkem 24 týmů, z toho všech 19 UCI WorldTeamů a 5 UCI ProTeamů. Tým Alpecin–Fenix se závodu měl původně zúčastnit, ale rozhodl se odstoupit před startem kvůli několika pozitivním případům nákazy covid-19 mezi týmovým personálem.
Týmy, které se zúčastnily závodu, jsou:
UCI WorldTeamy
- AG2R Citroën Team
- Astana–Premier Tech
- Bora–Hansgrohe
- Cofidis
- Deceuninck–Quick-Step
- EF Education–Nippo
- Groupama–FDJ
- Ineos Grenadiers
- Intermarché–Wanty–Gobert Matériaux
- Israel Start-Up Nation
- Lotto–Soudal
- Movistar Team
- Team Bahrain Victorious
- Team BikeExchange
- Team DSM
- Team Jumbo–Visma
- Team Qhubeka Assos
- Trek–Segafredo
- UAE Team Emirates

UCI ProTeamy
- Alpecin–Fenix
- Arkéa–Samsic
- Equipo Kern Pharma
- Euskaltel–Euskadi
- Gazprom–RusVelo
- Rally Cycling

## Trasa a etapy
| Etapa         | Datum         | Trasa                                                   | Vzdálenost | Typ       | Typ                  | Vítěz                 |           |
| ------------- | ------------- | ------------------------------------------------------- | ---------- | --------- | -------------------- | --------------------- | --------- |
| 1             | 22. března    | Calella - Calella                                       | 178,4 km   |           | Středně těžká etapa  | Andreas Kron (DEN)    |           |
| 2             | 23. března    | Pla de l'Estany (Banyoles) - Pla de l'Estany (Banyoles) | 18,5 km    |           | Individuální časovka | Rohan Dennis (AUS)    |           |
| 2             | 24. března    | Canal Olímpic de Catalunya - Vallter 2000               | 203,1 km   |           | Horská etapa         | Adam Yates (GBR)      |           |
| 4             | 25. března    | Ripoll - Port Ainé (Pallars Sobirà)                     | 166,5 km   |           | Horská etapa         | Esteban Chaves (COL)  |           |
| 5             | 26. března    | La Pobla de Segur - Manresa                             | 201,1 km   |           | Středně těžká etapa  | Lennard Kämna (GER)   |           |
| 6             | 27. března    | Tarragona - Mataró                                      | 193,8 km   |           | Kopcovitá etapa      | Peter Sagan (SVK)     |           |
| 7             | 28. března    | Barcelona - Barcelona                                   | 133 km     |           | Středně těžká etapa  | Thomas De Gendt (BEL) |           |
| Celková délka | Celková délka | Celková délka                                           | 1094,1 km  | 1094,1 km | 1094,1 km            | 1094,1 km             | 1094,1 km |

## Průběžné pořadí
| Etapa          | Vítěz           | Celkové pořadí | Bodovací soutěž | Vrchařská soutěž | Soutěž mladých jezdců | Soutěž týmů         | Cena bojovnosti  |
| -------------- | --------------- | -------------- | --------------- | ---------------- | --------------------- | ------------------- | ---------------- |
| 1              | Andreas Kron    | Andreas Kron   | Andreas Kron    | Sylvain Moniquet | Andreas Kron          | Astana–Premier Tech | Sylvain Moniquet |
| 2              | Rohan Dennis    | João Almeida   | Andreas Kron    | Sylvain Moniquet | João Almeida          | Ineos Grenadiers    | neuděleno        |
| 3              | Adam Yates      | Adam Yates     | Adam Yates      | Adam Yates       | João Almeida          | Ineos Grenadiers    | Kiko Galván      |
| 4              | Esteban Chaves  | Adam Yates     | Esteban Chaves  | Esteban Chaves   | João Almeida          | Ineos Grenadiers    | Lennard Kämna    |
| 5              | Lennard Kämna   | Adam Yates     | Esteban Chaves  | Esteban Chaves   | João Almeida          | Ineos Grenadiers    | Rémi Cavagna     |
| 6              | Peter Sagan     | Adam Yates     | Esteban Chaves  | Esteban Chaves   | João Almeida          | Ineos Grenadiers    | Matej Mohorič    |
| 7              | Thomas De Gendt | Adam Yates     | Esteban Chaves  | Esteban Chaves   | João Almeida          | Ineos Grenadiers    | Thomas De Gendt  |
| Konečné pořadí | Konečné pořadí  | Adam Yates     | Esteban Chaves  | Esteban Chaves   | João Almeida          | Ineos Grenadiers    | neuděleno        |

## Konečné pořadí
| Legenda | Legenda                            | Legenda | Legenda                                 |
| ------- | ---------------------------------- | ------- | --------------------------------------- |
|         | Označuje vítěze celkového pořadí.  |         | Označuje vítěze soutěže mladých jezdců. |
|         | Označuje vítěze bodovací soutěže.  |         | Označuje vítěze soutěže týmů.           |
|         | Označuje vítěze vrchařské soutěže. |         | Označuje vítěze ceny bojovnosti.        |

### Celkové pořadí
| Pořadí | Jezdec                   | Tým                   | Čas         |
| ------ | ------------------------ | --------------------- | ----------- |
| 1      | Adam Yates (GBR)         | Ineos Grenadiers      | 26h 16' 41" |
| 2      | Richie Porte (AUS)       | Ineos Grenadiers      | + 45"       |
| 3      | Geraint Thomas (GBR)     | Ineos Grenadiers      | + 49"       |
| 4      | Alejandro Valverde (ESP) | Movistar Team         | + 1' 03"    |
| 5      | Wilco Kelderman (NED)    | Bora–Hansgrohe        | + 1' 03"    |
| 6      | Esteban Chaves (COL)     | Team BikeExchange     | + 1' 04"    |
| 7      | João Almeida (POR)       | Deceuninck–Quick-Step | + 1' 05"    |
| 8      | Hugh Carthy (GBR)        | EF Education–Nippo    | + 1' 20"    |
| 9      | Simon Yates (GBR)        | Team BikeExchange     | + 1' 32"    |
| 10     | Lucas Hamilton (AUS)     | Team BikeExchange     | + 1' 35"    |

### Bodovací soutěž
| Pořadí | Jezdec                | Tým                    | Body |
| ------ | --------------------- | ---------------------- | ---- |
| 1      | Esteban Chaves (COL)  | Team BikeExchange      | 16   |
| 2      | Thomas De Gendt (BEL) | Lotto–Soudal           | 13   |
| 3      | Peter Sagan (SVK)     | Bora–Hansgrohe         | 13   |
| 4      | Rohan Dennis (AUS)    | Ineos Grenadiers       | 11   |
| 5      | Adam Yates (GBR)      | Ineos Grenadiers       | 10   |
| 6      | Lennard Kämna (GER)   | Bora–Hansgrohe         | 10   |
| 7      | Rémi Cavagna (FRA)    | Deceuninck–Quick-Step  | 9    |
| 8      | Natnael Berhane (ERI) | Cofidis                | 6    |
| 9      | João Almeida (POR)    | Deceuninck–Quick-Step  | 6    |
| 10     | Michael Woods (CAN)   | Israel Start-Up Nation | 6    |

### Vrchařská soutěž
| Pořadí | Jezdec                   | Tým                     | Body |
| ------ | ------------------------ | ----------------------- | ---- |
| 1      | Esteban Chaves (COL)     | Team BikeExchange       | 50   |
| 2      | Adam Yates (GBR)         | Ineos Grenadiers        | 40   |
| 3      | Thomas De Gendt (BEL)    | Lotto–Soudal            | 38   |
| 4      | Koen Bouwman (NED)       | Team Jumbo–Visma        | 35   |
| 5      | Geraint Thomas (GBR)     | Ineos Grenadiers        | 30   |
| 6      | Alejandro Valverde (ESP) | Movistar Team           | 28   |
| 7      | Lennard Kämna (GER)      | Bora–Hansgrohe          | 27   |
| 8      | Michael Woods (CAN)      | Israel Start-Up Nation  | 26   |
| 9      | Sepp Kuss (USA)          | Team Jumbo–Visma        | 23   |
| 10     | Matej Mohorič (SLO)      | Team Bahrain Victorious | 21   |

### Soutěž mladých jezdců
| Pořadí | Jezdec                    | Tým                     | Čas         |
| ------ | ------------------------- | ----------------------- | ----------- |
| 1      | João Almeida (POR)        | Deceuninck–Quick-Step   | 26h 17' 46" |
| 2      | Lucas Hamilton (AUS)      | Team BikeExchange       | + 29"       |
| 3      | Brandon McNulty (USA)     | UAE Team Emirates       | + 1' 14"    |
| 4      | Harm Vanhoucke (BEL)      | Lotto–Soudal            | + 4' 09"    |
| 5      | Santiago Buitrago (COL)   | Team Bahrain Victorious | + 4' 51"    |
| 6      | Lennard Kämna (GER)       | Bora–Hansgrohe          | + 17' 40"   |
| 7      | Ben Zwiehoff (GER)        | Bora–Hansgrohe          | + 25' 22"   |
| 8      | Attila Valter (HUN)       | Groupama–FDJ            | + 26' 41"   |
| 9      | Callum Scotson (AUS)      | Team BikeExchange       | + 28' 08"   |
| 10     | Clément Champoussin (FRA) | AG2R Citroën Team       | + 31' 00"   |

### Soutěž týmů
| Pořadí | Tým                   | Čas         |
| ------ | --------------------- | ----------- |
| 1      | Ineos Grenadiers      | 78h 51' 04" |
| 2      | Team BikeExchange     | + 36"       |
| 3      | Movistar Team         | + 14' 11"   |
| 4      | Team Jumbo–Visma      | + 26' 10"   |
| 5      | EF Education–Nippo    | + 26' 48"   |
| 6      | Deceuninck–Quick-Step | + 27' 21"   |
| 7      | UAE Team Emirates     | + 31' 42"   |
| 8      | Bora–Hansgrohe        | + 35' 41"   |
| 9      | Euskaltel–Euskadi     | + 41' 26"   |
| 10     | Trek–Segafredo        | + 42' 47"   |